# Лука Бозов
Лука Славчев Бозов е български офицер, полковник, участник в Първата световна война (1915 – 1918), командир на 18-и пехотен етърски полк в периода (1 май 1935 – 5 декември 1935).

## Биография
Лука Бозов е роден на 28 юни 1892 г. в Копривщица. На 22 септември 1914 г. завършва Военно на Негово Величество училище в 34-ти випуск и е произведен в чин подпоручик. Назначен на служба в 23-ти пехотен шипченски полк. На 5 октомври 1916 е произведен в чин поручик, след което служи като командир на рота от 66-и пехотен полк.
След войната, през 1919 година е произведен в чин капитан и служи последователно в 56-и пехотен полк, Одринската дружина, 9-а жандармерийска дружина, а от 1925 г. и в 12-а жандармерийска дружина.
През 1926 година капитан Бозов е назначен за началник на 15-и пограничен сектор, а през 1928 г. е произведен в чин майор. От 1927 г. служи в 27-и пехотен чепински полк, а от 1929 г. в Школата за ротни, батарейни и ескадронни командири. На 3 септември 1932 г. е произведен в чин подполковник, след което от 1933 година служи в Географския институт, а от 1934 г. в 18-и пехотен етърски полк и в Пехотната школа във Велико Търново.
В периода (1 май 1935 – 5 декември 1935) подполковник Лука Бозов е командир на 18-и пехотен етърски полк, след което от 1937 година е началник-щаб на 5-а пехотна дунавска дивизия, от 1938 г. е началник на ШЗО, а от 1939 на ПВХЗ (Противовъздушна и химическа защита).
Полковник Лука Бозов е уволнен от служба с царска заповед № 113 от 1940 година. През 1941 година като о.з. полковник е избран за завеждащ домакинската служба на БЧК.

## Военни звания
- Подпоручик (22 септември 1914)
- Поручик (5 октомври 1916)
- Капитан (1919)
- Майор (1928)
- Подполковник (3 септември 1932)
- Полковник

## Награди
- Царски орден „Св. Александър“ V степен (1917)